# Alter St.-Matthäus-Kirchhof Berlin

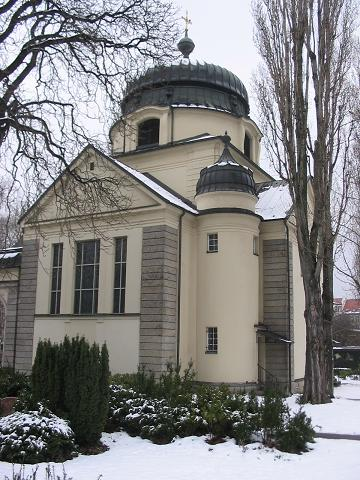
Capela central

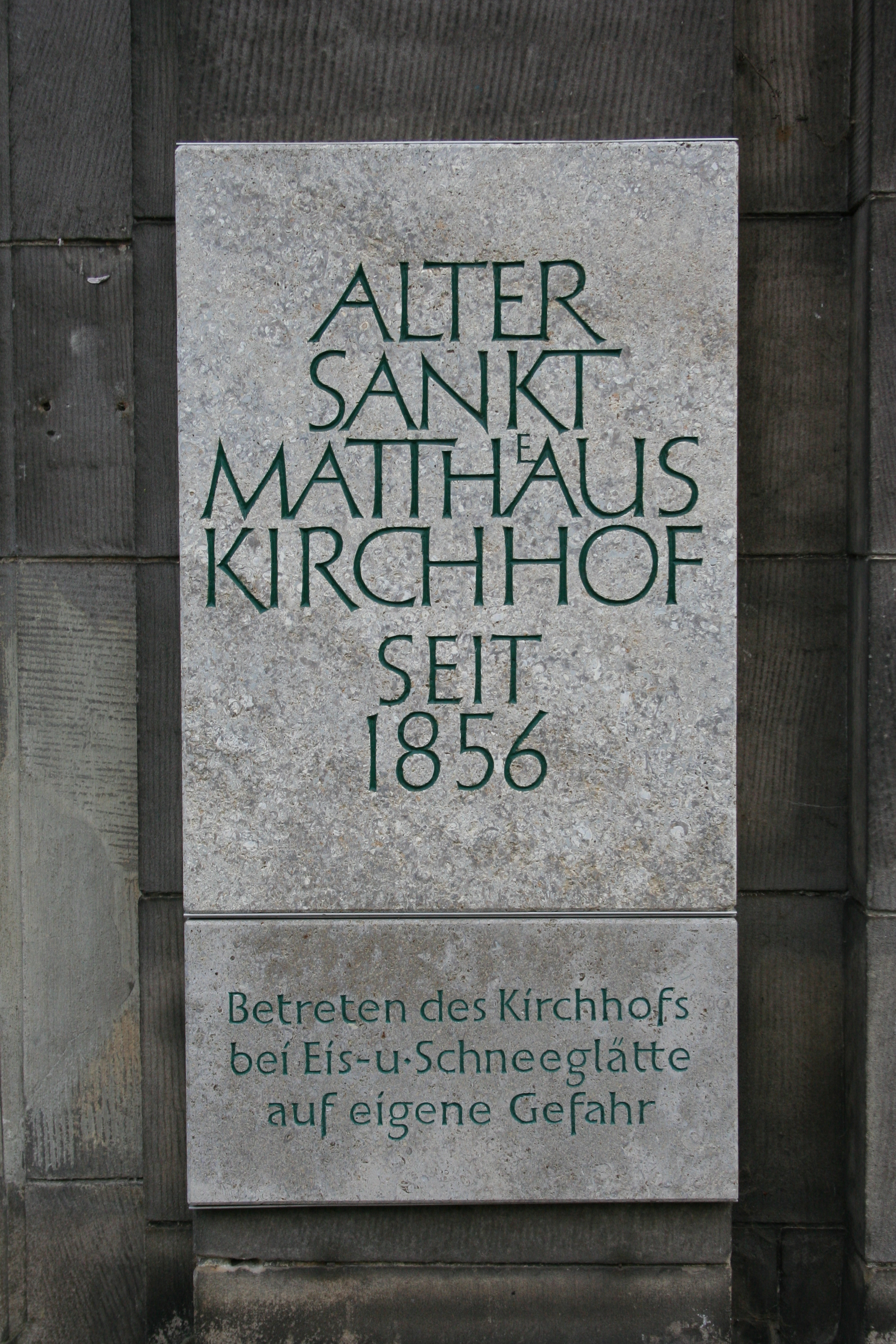
Placa na entrada do cemitério

O Cemitério Antigo de São Mateus em Berlim (em alemão: Alter St.-Matthäus-Kirchhof Berlin) é um cemitério em Berlim, parcialmente tombado. Está localizado entre as ruas Großgörschenstraße e Monumentenstraße, no bairro Schöneberg.

## História
O cemitério foi inaugurado em 25 de março de 1856, e pertence à comunidade de São Mateus.
A região foi quase completamente destruída durante a Segunda Guerra Mundial. Na segunda metade do século XIX foi uma das localidades onde fixaram-se as classes mais abastadas: comerciantes, artistas, cientistas e funcionários públicos graduados.

## Sepulturas honorárias
- Heinrich Adolf von Bardeleben (1819 — 1895), cirurgião
- Gustav Bock (1813 — 1863), editor de música (livros)
- Carl Andreas Julius Bolle (1832 — 1910), fundador e proprietário da Meierei C. Bolle
- Max Bruch (1838 — 1920), compositor e dirigente
- Georg Büchmann (1822 — 1884), pesquisador de línguas
- Minna Cauer (1841 — 1922), feminista
- Ernst Curtius (1814 — 1896), arqueólogo
- Hedwig Dohm (1831 — 1919), escritora e feminista, avó de Katharina Mann
- Friedrich Drake (1805 — 1882), escultor (Vitória na Siegessäule)
- August Wilhelm Dressler 1886 — 1970), pintor
- Gustav Eberlein (1847 — 1926), escritor e pintor
- Eduard Gerhard (1795 — 1867), arqueólogo
- Rudolf von Gneist (1816 — 1895), político
- Wilhelm Griesinger (1817 — 1868), psiquiatra
- Herman Grimm (1828 — 1901), historiador
- Jacob Grimm (1785 — 1863), germanista e escritor de contos
- Wilhelm Grimm (1786 — 1859), germanista e escritor de contos
- Adolf von Harnack (1851 — 1930), teólogo e primeiro presidente da Sociedade Kaiser Wilhelm
- David Kalisch (1820 — 1872), co-fundador da revista Kladderadatsch
- Gustav Kirchhoff (1824 — 1887), físico
- August Kiß (1802 — 1865), escultor
- Leopold Kronecker (1823 — 1891), matemático
- Bernhard von Langenbeck (1810 — 1887), cirurgião
- Alfred Messel (1853 — 1909), arquiteto
- Eilhard Mitscherlich (1794 – 1863), químico e mineralogista
- Gustav Richter (1823 — 1884), historiador e pintor de retratos
- Heinrich Rubens (1865 — 1922), físico
- Xaver Scharwenka (1850 — 1924), compositor e pianista
- Wilhelm Scherer (1841 — 1886), germanista
- Heino Schmieden (1835 — 1913), arquiteto
- Simon Schwendener (1829–1919), botânico
- Friedrich Julius Stahl (1802 — 1861), jornalista conservador e fundador do jornal „Kreuz-Zeitung“
- Bethel Henry Strousberg (1823 — 1884), "Rei da Ferrovia"
- Heinrich von Sybel (1817 — 1895), historiador
- Rudolf Virchow (1821 — 1902), médico e político social

## Outras sepulturas
- Carl Theodor Albrecht (1843 — 1915), geodesista e astrônomo
- May Ayim (1960 — 1996), poetisa
- Carl Andreas Julius Bolle (1833 — 1910), Begründer des mobilen Milchhandels mit Bollewagen
- Paul du Bois-Reymond (1831 — 1889), matemático
- Otto von Camphausen (1812 — 1896), Ministro de Finanças
- Adolph Diesterweg (1790 — 1866) reformador escolar
- Ernst Dohm (1819 — 1883), humorista, cofundador do Kladderadatsch
- Lazarus Fuchs (1833–1902), matemático (1987–2009: sepultura honorária)
- Helga Goetze (1922 — 2008), escritora
- Adolph von Hansemann (1826 — 1903), empresário
- Friedrich von Hefner-Alteneck (1845 — 1904), engenheiro eletricista, inventor e um dos funcionários mais próximos de Werner von Siemens
- Gerhardt Katsch (1887 — 1961), médico fundador da diabetologia na Alemanha
- Ovo Maltine (1966 — 2005), Berliner Stadtoriginal
- Paul Parey (1842 — 1900), editor
- Julius Reinhold Stöckhardt (1831 — 1901), Vortragender Rat und Komponist
- Heinrich von Treitschke (1834 — 1896), historiador (busto furtado, até 2003 sepultura honorária)
- Gunter Trube (1960 — 2008), gehörloser Schauspieler und Gebärdensprachdozent
- August Wredow (1805 — 1891), escultor